# Viols-en-Laval
Viols-en-Laval é uma comuna francesa na região administrativa de Occitânia, no departamento de Hérault. Estende-se por uma área de 16,03 km². Em 2010 a comuna tinha 207 habitantes (densidade: 12,9 hab./km²).